# Sua Majestade Imperial e Fidelíssima
Sua Majestade Imperial & Fidelíssima (abreviado como S.M.I&F) foi um tratamento duplo usado pelo imperador D. Pedro I que também era simultaneamente o Rei de Portugal e sua consorte de 1825 até 1826.

## História
Com a assinatura do Tratado do Rio de Janeiro, o soberano português D. João VI recebeu o título nobiliárquico de Imperador do Brasil. Tornou-se assim soberano de dois territórios, Brasil e Portugal, o primeiro como imperador e o último como rei, deu a ele a condição de ostentar este tratamento símbolo da união pessoal dinástica dos dois países de língua portuguesa.
Seu sucessor, o rei D. Pedro IV, que na altura de sua ascensão já era imperador do Brasil, passou também a ostentar o referido tratamento, então detido por seu recém-falecido pai. A abdicação do rei-imperador ao trono lusitano em 1826 em favor de sua filha mais velha a então Princesa do Grão-Pará e Princesa da Beira, a futura rainha D. Maria II, e o nascimento do Príncipe Imperial do Brasil, que imediatamente se tornaria herdeiro do trono brasileiro, e mais tarde imperador do Brasil, pôs fim à união pessoal das duas coroas, tornando o tratamento extinto definitivamente.